# IFK Tumba
IFK Tumba är en idrottsförening från Tumba/Stockholm i Sverige. IFK Tumba bedriver handboll, fotboll, orientering, friidrott, ishockey och skidor. Föreningen bildades 1932
Klubben använder sig även av Idrottshuset för handboll inomhus.
IFK Tumba tillhör Idrottsföreningen Kamraterna, som grundades 1895 och idag omfattar 167 klubbar med sammanlagt cirka 100 000 medlemmar. Klubbdräkt och klubbmärke har de blåvita färgerna för samtliga anslutna klubbar.

## Sektioner
- Friidrott, se vidare IFK Tumba Friidrott
- Orientering, skidor, se vidare IFK Tumba Skid och Orientering
- Fotboll, se vidare IFK Tumba Fotboll
- Handboll, se vidare IFK Tumba Handboll
- Ishockey, se vidare IFK Tumba Hockey